# Celleporaria bispinata
Celleporaria bispinata är en mossdjursart som först beskrevs av Busk 1854.  Celleporaria bispinata ingår i släktet Celleporaria och familjen Lepraliellidae. Inga underarter finns listade i Catalogue of Life.